# Czesław Krassowski
Czesław Witold Krassowski (ur. 25 marca 1917 w Warszawie, zm. 8 maja 1985 tamże) – architekt, historyk architektury, historyk sztuki, profesor na Wydziale Architektury Politechniki Warszawskiej, przez wiele lat wykładowca historii architektury polskiej. Autor projektu budynku Państwowego Instytutu Geologicznego w Warszawie.

## Życiorys

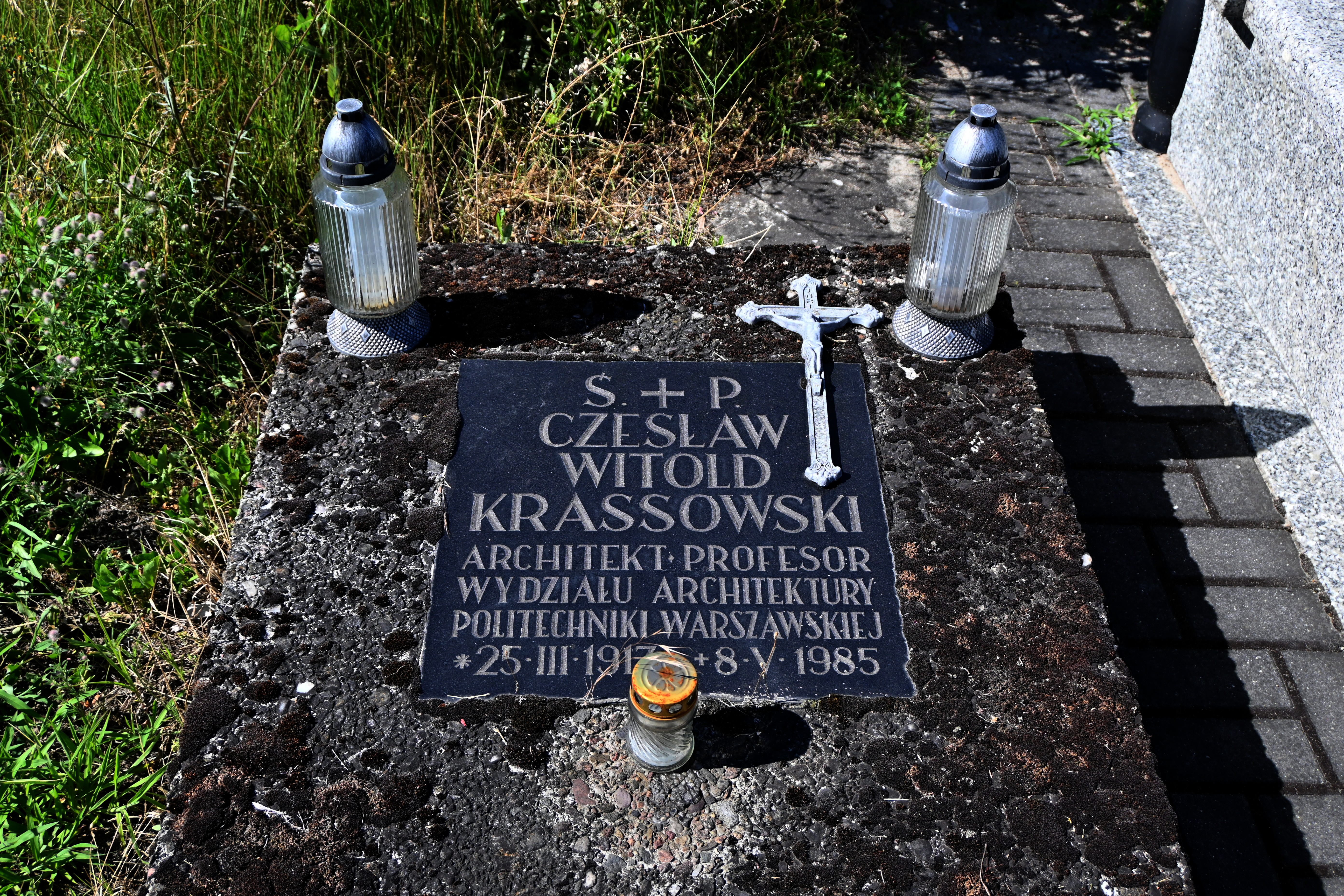
Grób Czesława Witolda Krassowskiego na cmentarzu komunalnym w Piasecznie

Urodził się w rodzinie Jana Mariana Krassowskiego h. Ślepowron i Marii z Niepokojczyckich h. Waga (1883–1968). Mieszkał od 1928 roku w drewnianym domu rodzinnym wybudowanym przez jego ojca na posesji przy ul. Poniatowskiego 4 w Piasecznie. Uczęszczał do Gimnazjum – Szkoły Ziemi Mazowieckiej przy ul. Klonowej w Warszawie. W 1934 roku rozpoczął studia na Wydziale Architektury Politechniki Warszawskiej, które ukończył w 1949 roku. Przez wiele lat był asystentem, od 1951 roku pracował na stanowisku docenta w katedrze Architektury Polskiej. Został profesorem w 1973 roku.
W swoich pracach naukowych zajmował się między innymi budownictwem drewnianym w skali architektonicznej i urbanistycznej. Pozostawił nieukończone dzieło „Dzieje budownictwa i architektury na ziemiach Polski” – cztery tomy, wydane w latach 1989–1995 przez wydawnictwo wydawnictwo „Arkady”.
Zmarł w Warszawie, pochowany na cmentarzu komunalnym w Piasecznie (sektor E-1-8-2).

## Publikacje
- Budownictwo orawskie (1952)
- Architektura drewniana w Polsce (Arkady 1961)
- Dzieje budownictwa i architektury na ziemiach polskich (t. 1–4, 1989–94)[3].

## Odznaczenia
- Medal 10-lecia Polski Ludowej (19 stycznia 1955)[4]

## Upamiętnienie
W 2011 roku Rada Miejska w Piasecznie Uchwałą Nr 133/VIII/2011 nadała jednej z ulic miasta nazwę Czesława Witolda Krassowskiego.
29 czerwca 2021 roku na dziedzińcu Wydziału Architektury Politechniki Warszawskiej odsłonięto popiersie prof. dr. inż. arch. Czesława Witolda Krassowskiego, wieloletniego wykładowcy Wydziału.